# Ariel Amaya
Ariel Guillermo Amaya (* in Buenos Aires) ist ein ehemaliger argentinischer Fußballspieler, der hauptsächlich als Stürmer eingesetzt wurde.

## Karriere
Ariel Amaya begann seine Profikarriere 1995 bei Villa Mitre und wechselte bereits 1996 ins Ausland. Der Offensivakteur spielte außer für Klubs in seinem Heimatland auch für Deportivo Quito in Ecuador, Everton in Chile, Deportivo Pasto in Kolumbien, UANL Tigres in Mexiko und CD Victoria in Honduras. Seine Karriere beendete er 2007 in seiner Heimat bei Sporting Punta Alta.